# Gerhard Prescha
Gerhard Prescha (* 29. Dezember 1909 in Breslau, heute Wrocław, Polen; † 5. Juli 1996 in Hamburg) war ein Verleger der deutschen Homophilenbewegung der 1950er Jahre.

## Leben und Wirken
Gerhard Prescha wurde am 29. Dezember 1909 in Breslau geboren. Als Heranwachsender war er Mitglied des völkisch geprägten Jugendbundes „Adler und Falken“, der 1920 gegründet wurde. In den 1930er Jahren arbeitete er als Lohnbuchhalter in einem Breslauer Schraubenwerk. Obwohl er sich früh seiner Homosexualität bewusst war, lernte er nach eigenen Angaben die zeitgenössische homosexuelle Emanzipationsbewegung nur in Ansätzen kennen. Die Forschungslage zur Homosexuellenbewegung etwa im schlesischen Breslau vor 1933 – wie auch in anderen Städten des Deutschen Reiches, die heute zu Polen gehören – ist nach wie vor bruchstückhaft.
Mitte der 1930er Jahre wurde Gerhard Prescha zum ersten Mal kriminalisiert. Hintergrund der Verurteilung zu vier Monaten Gefängnis war vermutlich ein Verstoß gegen den § 175 RStGB, der Sexualkontakte unter Männern mit Strafe belegte.
1940 wurde Gerhard Prescha zur Wehrmacht eingezogen. Er wurde zunächst nach Russland abkommandiert, geriet im Frühjahr 1945 dann aber in westalliierte Kriegsgefangenschaft. Aus ihr wurde er am 6. Januar 1946 entlassen.

### Tätigkeiten als Verleger

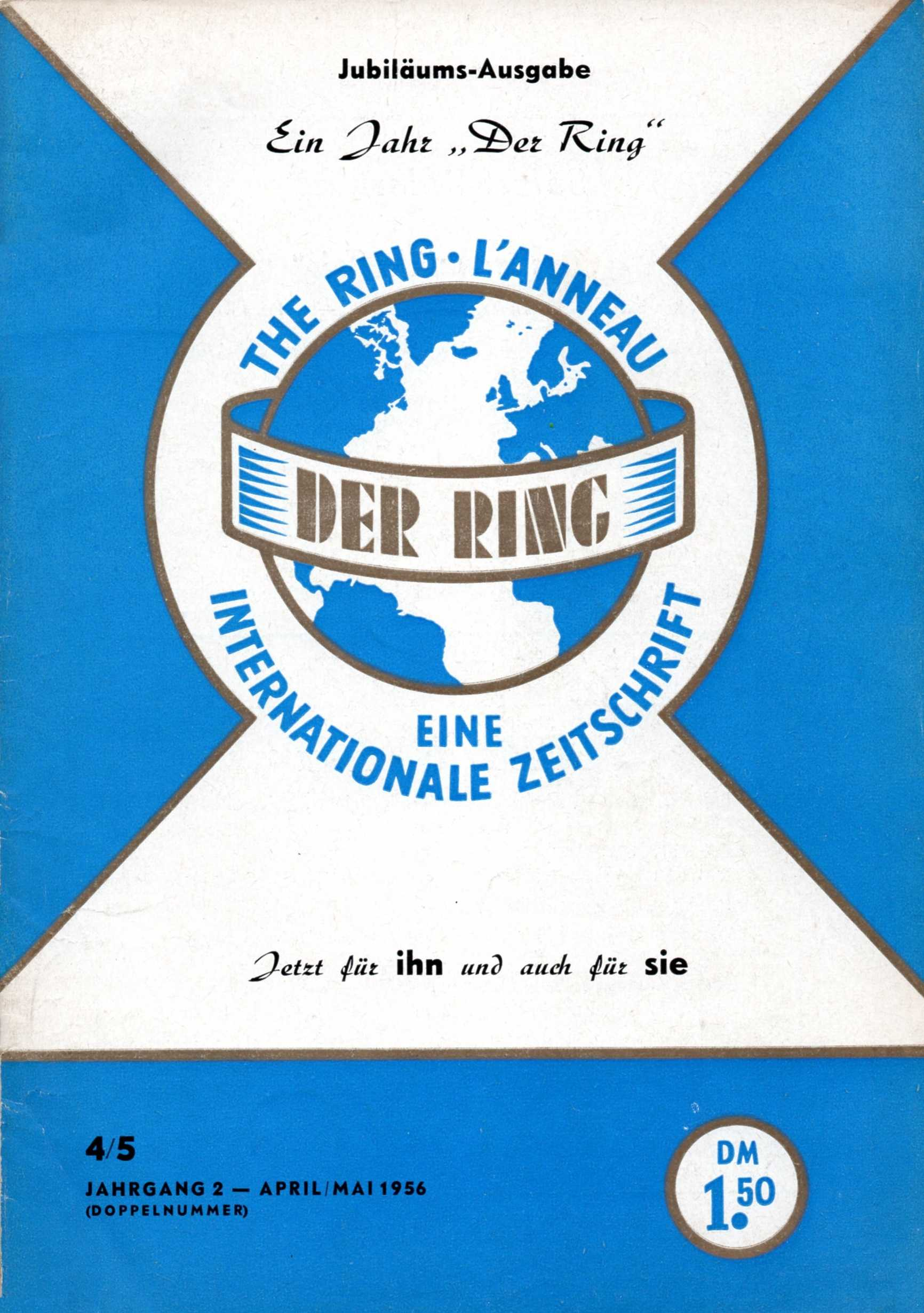
Der Ring 1956, Nr. 4/5, mit dem Werbespruch „Jetzt für ihn und auch für sie.“

Nach dem Zweiten Weltkrieg zog Gerhard Prescha nach Hamburg, das damals das Zentrum der deutschsprachigen Homophilenpresse war. Hier erschienen Zeitschriften wie Pan, Die Freunde, Die Insel (ab Herbst 1952 Der Weg zu Freundschaft und Toleranz), Hellas und Humanitas. Gerhard Prescha brachte seine Zeitschrift Der Ring (1955–1957) erstmals im April 1955 heraus – in einem Unternehmen, das er erst wenige Wochen zuvor gegründet hatte und das zunächst in der Böttgerstraße 14 in Hamburg ansässig war. Später verlegte er das Unternehmen an die Alsterchaussee 3. Preschas Nachfolgezeitschrift der neue ring (1957/58) erschien zeitweise in Amsterdam – wohl aus rechtlichen Gründen. Sowohl Der Ring als auch der neue ring standen auf der Liste der jugendgefährdenden Schriften der Bonner Bundesprüfstelle.
Gerhard Prescha veröffentlichte in seinem Verlag auch Bücher, allerdings in einem eher bescheidenen Umfang, so etwa einen Bildband über das Werk des US-amerikanischen Zeichners und Malers George Quaintance (1902–1957). Daneben betrieb Prescha einen Versandhandel für erotische Männerfotos. Unter ihnen fanden sich auch Werke des indonesisch-niederländischen Fotografen Tan Hin Kong (1912–2003).

### Zum Profil vonDer Ringundder neue ring
Preschas Zeitschriften für Homophile Der Ring und der neue ring enthielten Kurzgeschichten, Besprechungen von Büchern, Filmen und Theaterinszenierungen, Würdigungen geschichtlicher Persönlichkeiten und Nachrufe neben ganzseitigen Fotos und Kleinanzeigen. Ferner erschienen hier Berichte über Gerichtsverhandlungen nach dem § 175 StGB, der in der Bundesrepublik in der 1935 verschärften Fassung nach wie vor gültig war, über gesellschaftliche Skandale und die rechtliche Situation vornehmlich homosexueller Männer in verschiedenen europäischen Ländern. Ab dem Frühjahr 1956 enthielt der neue ring auch eine Beilage für lesbische Frauen unter dem Titel Aphrodite. Namhafte Autoren der beiden Zeitschriften und ihrer Beilage waren die Journalisten Johannes Werres (1923–1990) und Konstantin Ortloff (1913–2003), der österreichische Schriftsteller und „Homophilenaktivist“ Erich Lifka (1924–2007) und der Aachener Literaturwissenschaftler Werner Schmitz (1919–1981), der unter dem Pseudonym „Larion Gyburc-Hall“ veröffentlichte. An ausländischen Autoren wurden u. a. der Franzose André Baudry (1922–2018), der US-Amerikaner Elver Barker (1920–2004) und der Schwede Eric Thorsell (1898–1980) in Der Ring und der neue ring publiziert.

### Kriminalisierungserfahrungen
Gerhard Prescha wurde in den späten 1950er Jahren insgesamt achtmal wegen Verbreitung sogenannter unzüchtiger und jugendgefährdender Schriften verurteilt, davon dreimal zu Gefängnisstrafen auf Bewährung und viermal zu Geldstrafen. Ihm wurde etwa zur Last gelegt, dass die Zeitschrift Der Ring nicht nur für die Homosexualität eintrete, sondern „den Homosexuellen nachdrücklich in der Betätigung dieses Triebes bestärke und ermuntere“. Auch die Bonner Bundesprüfstelle für jugendgefährdende Schriften hielt im Juni 1958 fest, dass die Zeitschrift der neue ring „die homosexuelle Betätigung fördere und durch Inserate der Aufnahme homosexueller Beziehungen diene.“ 1959 musste Prescha schließlich eine 15-monatige Haftstrafe antreten und ihm wurde für fünf Jahre untersagt, sich als Verleger oder Händler von Fotografien zu betätigen. Anlass des Verfahrens dürfte eine Hausdurchsuchung bei Prescha gewesen sein, bei der die Hamburger Polizei „tausende Bilder, Schriften und zahlreiche Platten und Negative“ sicherstellte.
Zeitlich reiht sich das polizeiliche und gerichtliche Vorgehen gegen Gerhard Prescha in eine Reihe von behördlichen Maßnahmen wegen vermeintlich pornografischen Materials in mehreren Ländern Europas ein. So wurde etwa im Frühjahr 1953 in Paris der homosexuelle Fotograf Karel Egermeier (1903–1991) festgenommen, wobei alle seine Fotos und Negative beschlagnahmt wurden. Mitte 1953 hatte der Fotograf Tan Hin Kong in Amsterdam Probleme mit der niederländischen Polizei. Seine gesamte fotografische Sammlung wurde konfisziert. Anfang 1955 wurden dann die Kopenhagener Büroräume von Axel Lundahl Madsen (1915–2011) und Eigil Eskildsen (1922–1995), zwei Verlegern und Betreibern von Fotofirmen, die mit Aktfotografien junger Männer handelten und später unter dem gemeinsamen Namen Axgil bekannt wurden, durchsucht. Die Beschlagnahmung etlicher Zeitschriften, Bilder, Adressverzeichnisse und sämtlicher Korrespondenz bei Lundahl Madsen und Eskildsen war der Auftakt einer Maßnahme, die als „große Pornografie-Affäre“ in die Geschichte Dänemarks einging. Insgesamt sollen 1955 über 1000 Personen in die „Affäre“ hineingezogen worden sein. Es kam zu mehr als 80 Verurteilungen und etlichen Selbstmorden.
Für die gesamte europäische Homophilenbewegung der frühen Nachkriegszeit bedeuteten diese Repressionen schmerzhafte Rückschläge und eine nachdrückliche Behinderung ihrer Entfaltungs- und Entwicklungsmöglichkeiten.

### Nach 1960
Über Gerhard Preschas Lebensweg nach dem Verbüßen seiner Haftstrafe liegen nur wenige Angaben vor. Nach 1960 stand Prescha vor einem hohen Schuldenberg. Später soll er als vorbestrafter „175er“ eine vermutlich eher schlecht bezahlte Arbeit bei der deutschen Schlafwagengesellschaft gefunden haben. Die Berliner Historikerin Claudia Schoppmann interviewte Prescha 1987 im Rahmen ihrer Dissertation Nationalsozialistische Sexualpolitik und weibliche Homosexualität, die 1991 erschien. Da lebte Prescha in Hamburg-Blankenese. Zu einem nicht näher bekannten Zeitpunkt zog er in ein Pflegeheim in Hamburg-Ohlsdorf. Zuletzt lebte er von Sozialhilfe. Gerhard Prescha starb am 5. Juli 1996.

## Weiterführende Literatur
- Gerhard Prescha: Das bittere Ende eines zähen, schweren Kampfes, in: Der Ring 1957 (Jg. 3), Nr. 5/6, S. 94–100.
- Bernhard Rosenkranz und Gottfried Lorenz: Hamburg auf anderen Wegen. Die Geschichte des schwulen Lebens in der Hansestadt. Hamburg: Lambda Edition 2005.
- Bernhard Rosenkranz, Ulf Bollmann und Gottfried Lorenz: Homosexuellenverfolgung in Hamburg 1919–1969. Hamburg: Lambda Edition 2009.
- Johannes Werres: Als Aktivist der ersten Stunde. Meine Begegnungen mit homosexuellen Gruppen und Zeitschriften, in: Capri. Zeitschrift für schwule Geschichte 1990, Nr. 1, S. 33–51.
- Raimund Wolfert: Gerhard Prescha (1909–1996), ein Verleger der deutschen „Homophilenbewegung“, in: Mitteilungen der Magnus-Hirschfeld-Gesellschaft 2020, Nr. 65/66, S. 59–69.